# Enric Barnosell i Saló
Enric Barnosell i Saló (Peratallada, Baix Empordà, 26 d'abril de 1891 – Barcelona, 15 d'abril de 1949) fou un destacat instrumentista de tible i compositor de sardanes
Era cosí germà del compositor de sardanes Conrad Saló. Inicià la seva carrera com a flabiolaire, a deu anys, a la cobla de Palau-sator. Passà després a La Principal de la Bisbal (1913). Accidentalment, un dia hagué de substituir un tible i se li descobriren així unes portentoses aptituds per interpretar aquest instrument, assolint amb el temps una fama extraordinària.